# Schlabrendorf (Adelsgeschlecht)

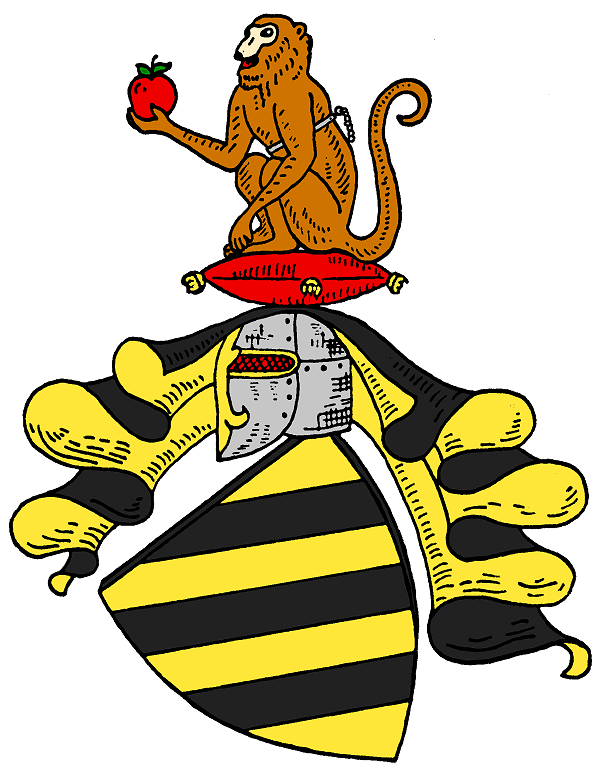
Wappen derer von Schlabrendorf

Schlabrendorf(f) ist der Name eines alten märkischen Adelsgeschlechts mit gleichnamigem Stammhaus bei Luckau (Niederlausitz).

## Geschichte
Das Geschlecht wird im Jahr 1234 mit Diprandus de Zlaberndorf (Slabirndorf) erstmals urkundlich erwähnt. Die direkte Stammreihe beginnt 1380 mit Joachim von Schlabrendorf.
Im Jahr 1416, zwei Jahre nach dem Sieg des Hans von Torgau über die „Quitzowschen“, Raubritter auf der naheliegenden Burg Beuthen, erhielten Conrad und Henning von Schlabrendorf Gröben mit dem benachbarten Kietz, ferner Siethen und Klein-Beuthen von Markgraf Ludwig II. zum Lehen, 1550 wurde Gröben Rittersitz. Großbeuthen befand sich zwischen 1463 und 1781 zu verschiedenen Anteilen im Besitz der Linien Siethen und Gröben. Letztere Güter wurden 1859 verkauft.

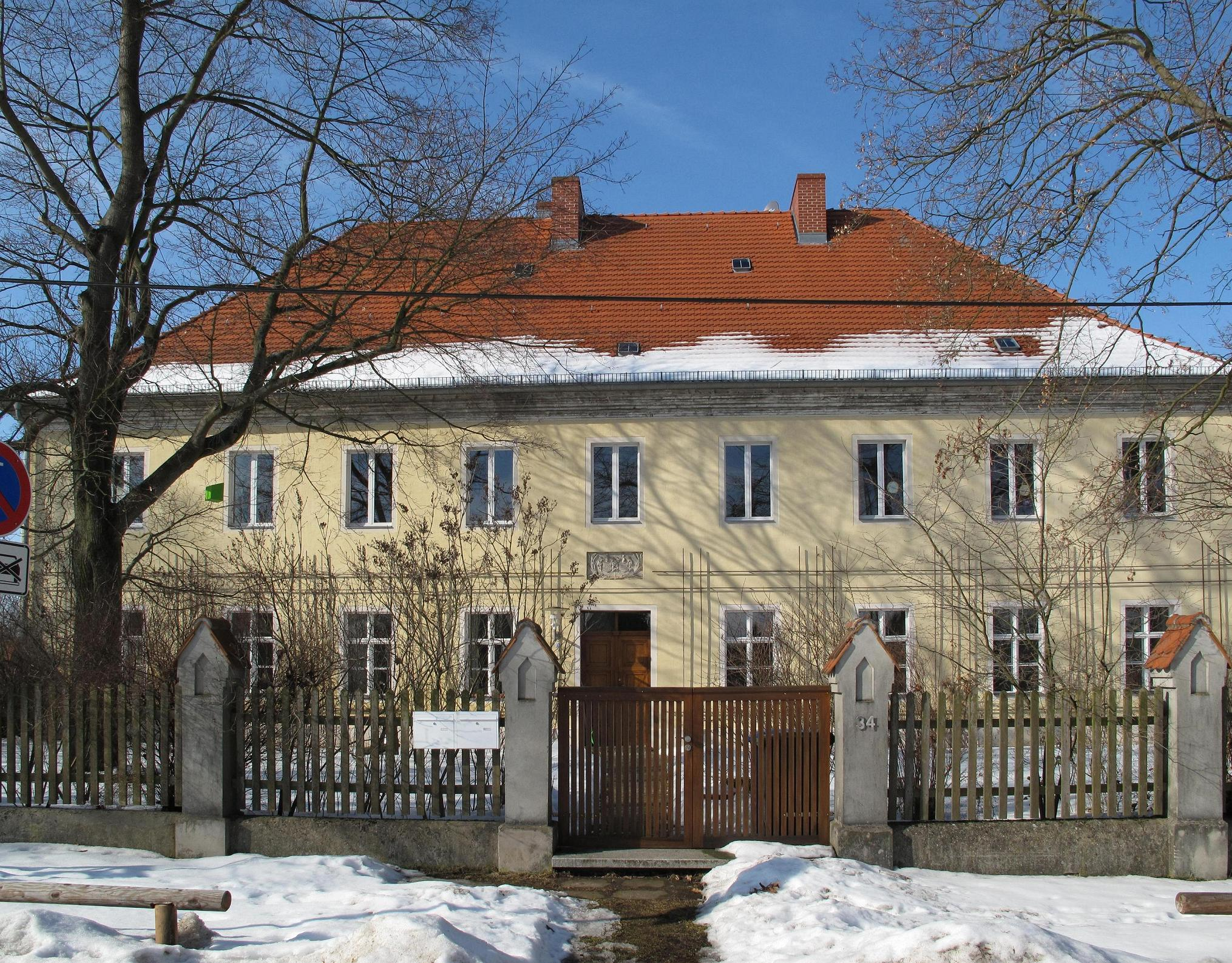
Gröben

### Adelserhebungen
Linie Drewitz: Reichsfreiherrnstand mit der Anrede „Wohlgeboren“ und Wappenbesserung am 12. Mai 1698 in Laxenburg für den kurfürstlich brandenburgischen Generalwachtmeister Otto von Schlabrendorf, Gutsherr auf Groß Machnow, Blankenfelde (beide im Teltower Land) und anderen. Die preußische Anerkennung erfolgte für denselben am 4. Dezember 1706 als königlich-preußischer Generalleutnant und Kommandant von Küstrin. Zur Linie Drewitz gehörte auch als 2. Haus der uradelige Zweig der von Schlabrendorff auf Waßmannsdorf und Diepensee, ebenfalls auf dem Teltow gelegen. Diese Begüterungen konnte die Familie bis etwa Mitte des 18. Jahrhunderts halten.
Linie Gröben: Preußischer Grafenstand am 17. November 1772 in Berlin für Ludwig von Schlabrendorf, Gutsherr auf Stolz bei Frankenstein in Schlesien. Domherr zu Halberstadt und ab 15. Oktober 1786 ernannt zum Erboberlandesbaudirektor im Herzogtum Schlesien, sowie am 15. Oktober 1786 in Berlin auch für seine Halbbrüder Leopold, Gustav und Heinrich von Schlabrendorf. Deren Vettern, die Brüder Hans Alexander Albrecht, königlich preußischer Rittmeister, und August Wilhelm Leopold Eugenius von Schlabrendorf, königlich preußischer Kriegs- und Domänenrat, folgten am 31. Oktober 1786 in den preußischen Grafenstand. Des Weiteren im Grafenstand und ebenso Dom-Capitular zu Halberstadt Anfang des 19. Jahrhunderts Friedrich Wilhelm Graf von Schlabrendorf.

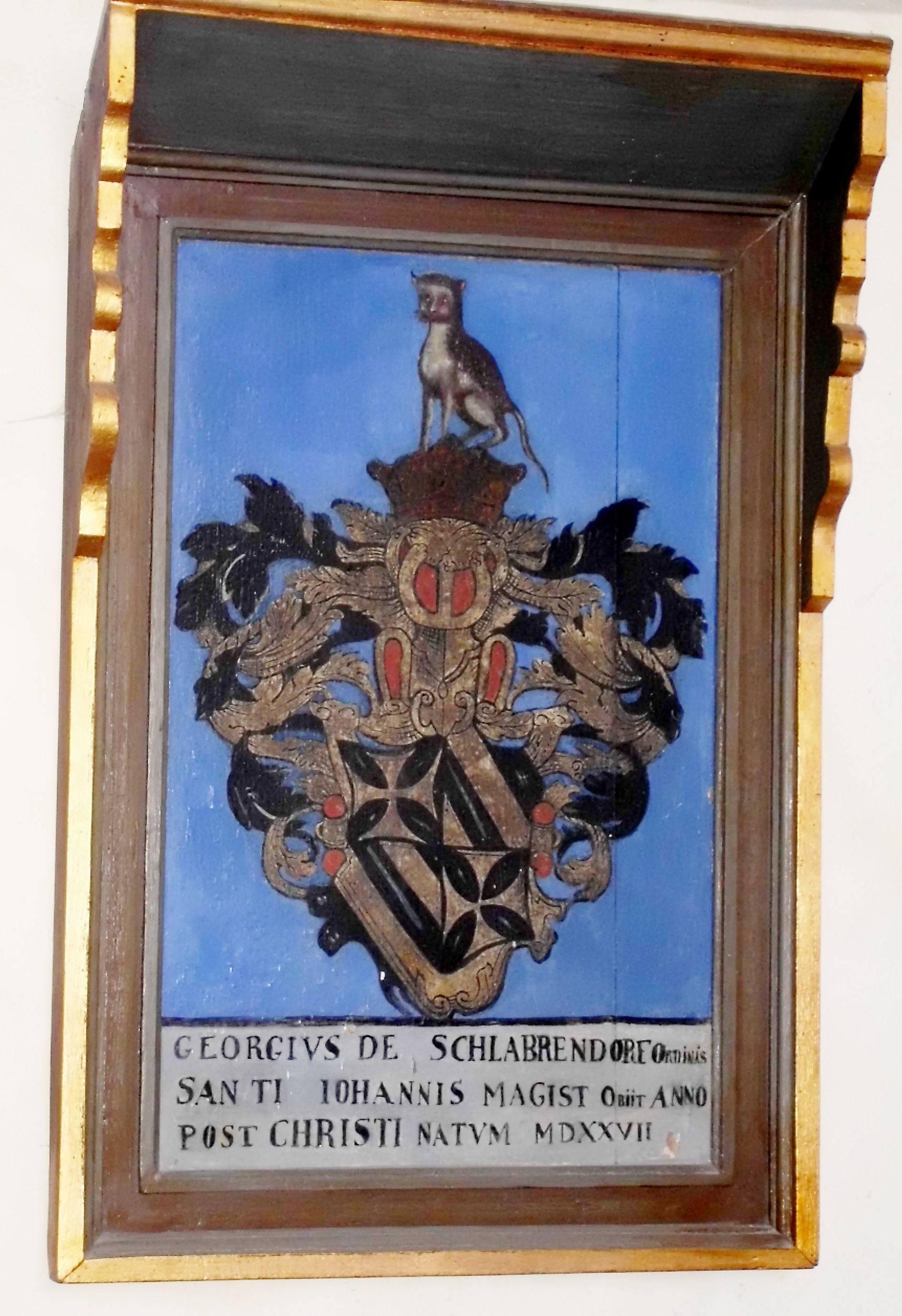
Tafel Georgius de Schlabrendorf. Santi Johannis Magist. Kirche der Komturei Lietzen. Anno 1527.

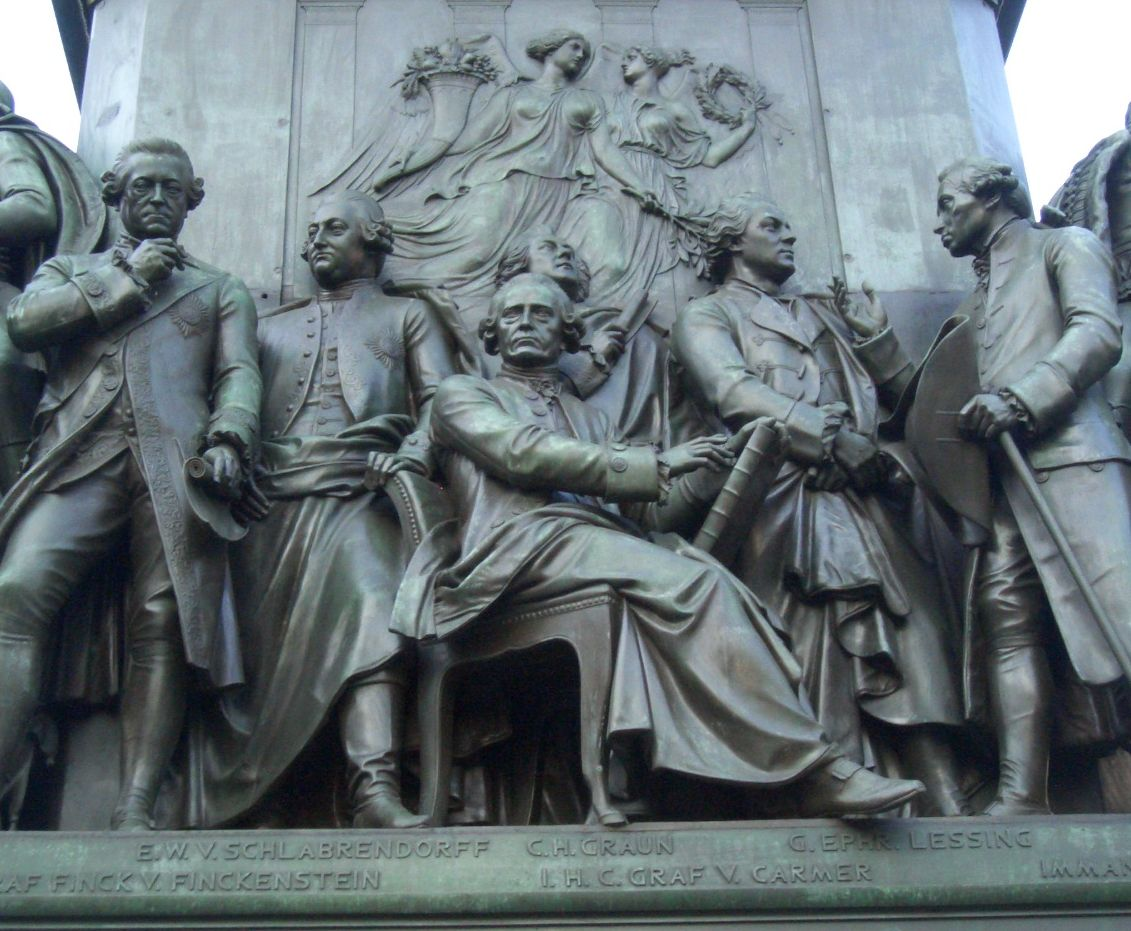
Ernst Wilhelm von Schlabrendorff (zweiter von links) am Sockel des Reiterstandbildes Friedrichs des Großen.

- Auflistung der von Theodor Fontane in den Wanderungen durch die Mark Brandenburg beschriebenen Familienmitglieder siehe: Liste der Schlabrendorfs in Gröben

## Wappen
Das Stammwappen ist in Gold mit drei schwarzen Schrägrechtsbalken belegt. Auf dem Helm mit schwarz-goldenen Decken eine sitzende braune Meerkatze, um den Leib einen eisernen Ring mit einer abgerissenen Kette, in der erhobenen Rechten eine natürliche Rübe (Apfel) haltend.

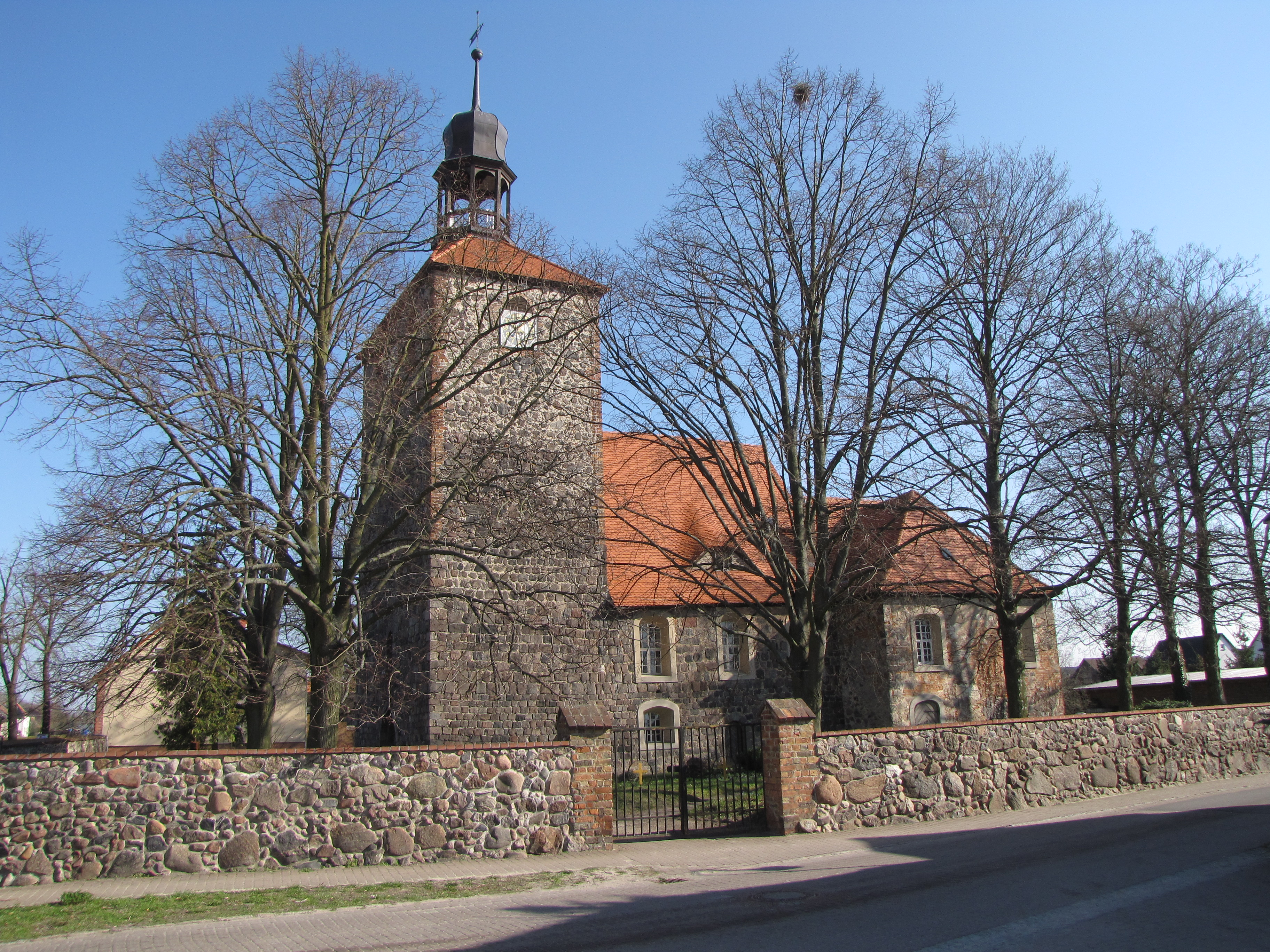
Dorfkirche Groß Machnow, Südseite. Mit Epitaph des Otto von Schlabrendorf

Wappenverwandtschaft besteht zu den altmärkischen von Stechow.

## Bekannte Namensträger
- Alfred von Schlabrendorff-Seppau (1829–1896), preußischer Gutsbesitzer und Politiker
- August Wilhelm Leopold Eugen von Schlabrendorf (1748–1796), Direktor der Ritter-Akademie zu Liegnitz
- Constantin Graf von Schlabrendorf (1782–1853), Landesältester von Schlesien, Erboberlandesbaumeister
- Ernst Wilhelm von Schlabrendorf (1719–1769), preußischer Staatsmann, Träger des Schwarzen Adlerordens
- Fabian von Schlabrendorff (1907–1980), deutscher Offizier und Widerstandskämpfer, später Richter des Bundesverfassungsgerichts
- Georg von Schlabrendorff (Herrenmeister) († 1526), Herrenmeister[6] der Balley Brandenburg des Johanniterordens
- Georg von Schlabrendorff (Generalleutnant) (1852–1913), preußischer Generalleutnant
- Gustav Albrecht von Schlabrendorf (Offizier) (1703–1765), preußischer Generalmajor
- Gustav Albrecht von Schlabrendorf (Gouverneur) (1631–1703), preußischer Geheimer Rat und Gouverneur von Magdeburg
- Gustav von Schlabrendorf (1750–1824), Weltbürger, politischer Schriftsteller und Sympathisant der Französischen Revolution
- Hans Heinrich von Schlabrendorf (1646–1692), kurbrandenburgischer General
- Heinrich Wilhelm George von Schlabrendorff, auf Waßmannsdorf und Diepensee, von 1809 bis 1882 Direktor am Kur- und Neumärkisches Ritterschaftliches Kreditinstitut Berlin[7]
- Johannes von Schlabrendorf († 1520), Bischof von Havelberg (1501–1520)
- Johann Christian von Schlabrendorf (1668–1720), preußischer Landrat des Kreises Teltow
- Karl Bogislav von Schlabrendorff († 1770), Domherr zu Brandenburg[8]
- Ludwig von Schlabrendorf (Domherr) (1743–1803), Landesältester, Domherr zu Halberstadt und Magdeburg
- Ludwig von Schlabrendorff (General) (1808–1879), preußischer Generalmajor
- Otto von Schlabrendorf (1650–1721), preußischer General der Infanterie
- Otto von Schlabrendorff (1704–1774), Senior[9] des Hochstifts Brandenburg
- Wichmann Heinrich von Schlabrendorf († 1663), Lehnsherr über das uralte Stammlehn[10] Siethen und Schenkendorf, brandenburgischer Hauptmann